# Escut de Roda de Berà
L'escut oficial de Roda de Berà té el següent blasonament:
És un escut caironat: d'atzur, l'arc de Berà d'or sobremuntat d'una roda d'argent ressaltant sobre dues claus passades en sautor amb les dents a dalt i mirant cap enfora, la d'or en banda i per damunt de la d'argent en barra. Per timbre, una corona mural de poble. Va ser aprovat el 20 de desembre del 2002 i publicat el 22 de gener de 2003 en el DOGC número 3805.
L'escut presenta tradicionalment la roda, senyal parlant relatiu al nom de la localitat, i les claus de sant Pere, en referència al fet que l'antic castell de Roda pertanyia al monestir de Sant Pere de Casserres. L'element que sobresurt és la representació de l'arc romà del segle ii que s'aixeca a la Via Augusta i que és el monument pel qual és més coneguda la població.

## Bandera

Bandera oficial de Roda de Berà

La bandera oficial de Roda de Berà és una bandera apaïsada, de proporcions dos d'alt per tres de llarg, blau fosc, amb un disc blanc al centre, de diàmetre 2/3 de l'alçària del drap, portant a dins l'arc de Berà groc, d'alçària 1/3 de la del mateix drap. Es va aprovar el 19 de setembre de 2003 i fou publicada al DOGC núm. 4018 el 26 de novembre del mateix any.